# عبد الجبار جري
عبد الجبار حسون جري (بالإنجليزية: Abdul Jerri)‏ (20 يوليو 1932) هو عالم الرياضيات العراقي الأمريكي المعروف بإسهاماته في مبرهنة الاستعيان لشانون أو كما تسمى أيضا (مبرهنة شانون-نايكويست لأخذ العينات Nyquist–Shannon sampling theorem وهي من أهم المبرهنات في التقنيات الرقمية الحديثة والعلوم المتصلة بها مثل المعالجة الرقمية للإشارة والمعلوماتية ونظرية المعلومات )
في تحليل الصورة والإشارة ذات الرقم (ISSN 1530-6429) مع أكثر من ثلاثين خبير ومحرر آخرين.
وساهم جري أيضاً في الفهم العام لظاهرة جيبس، حيث أن له كتاباً حول الظاهرة يعد من أول الكتب حولها وقد نشرته مؤسسة سبرينغر - فيرلاغ. وكتب أيضاً كتاب: مقدمة في المعادلات التكاملية مع التطبيقات، مصحوباً بدليل للحلول. وكتاب آخر بعنوان مقدمة إلى الويفليت والكتاب أيضاً مصحوب بدليل للحلول للطلبة.
حصل جري على شهادة البكلوريوس في الفيزياء من جامعة بغداد عام 1955، والماستر من معهد ايلينوي للتكنلوجيا في عام 1960 في شيكاغو حيث أكمل عمله ضمن مجموعة بحثية بين الأعوام 1960 إلى 1963. كما حصل على الدكتوراه في الرياضيات من جامعة ولاية اوريغون عام 1967 باطروحته المقدمة حول نظرية الاستعيان ايضاً. جري بدأ العمل في قسم الرياضيات وعلوم الحاسبات في جامعة كلاركسون في بوتسدام في نيويورك عام 1967، حيث عمل هناك حتى تقعد كبروفيسور فخري في 2002 .
عمل جري شمل زيارة مواقع في الجامعة الأمريكية في القاهرة، حيث أسس برامج الدراسة في الرياضيات وعلوم الحاسبات في الأعوام بين 1972 و 1974. وكان رئيس قسم الرياضيات في جامعة الكويت بين عامي 1978 و 1980.

## حياته الأكاديمية
حصل جري على شهادة البكالوريوس الفخرية في الفيزياء من جامعة بغداد عام 1955 والماستر في الفيزياء من معهد إلينوي للتقنية عام 1960 في شيكاغو حيث تابع العمل ضمن فريق البحثي (1960-63) في فيزياء المفاعلات وتدفق الإشعاعات في مداخل الملاجئ، كما حصل على شهادة الدكتوراه في الرياضيات من جامعة ولاية أوريجون عام 1967 بأطروحة عنوانها: المقدمة عن نظرية الاستعيان العامة.
بدأ عبد الجبار جري عمله الأكاديمي في قسم الرياضيات وعلوم الكمبيوتر التابع لجامعة كلاركسون في بوتسدام، نيويورك عام 1967، حيث عمل من 1967 حتى تقاعده كبروفسور فخري عام 2002.
تخللت حياته المهنية مناصب مؤقتة في الجامعة الأميركية في القاهرة (AUC) حيث أسس مناهج تدريس الرياضيات وعلوم الكمبيوتر بين عامي 1972 و 1974، كما شغل منصب رئيس قسم الرياضيات في جامعة الكويت بين عامي 1978 و 1980.

## الجوائز والتكريم
حصل جري على جائزة فولبرايت مرتين، كانت الأولى من جامعة السلطان قابوس في مسقط، سلطنة عمان عام 1997، أما الثانية فكانت من جامعة اليرموك في إربد، الأردن عام 2001، وهو رئيس التحرير المؤسس في المجلة الدورية (Sampling Theory In Signal And Image Processing (STSIP) - An International Journal)، (2) ومالك مؤسسة النشر (Sampling Publishing)، عام 1995 كان جري واحداً من الباحثين القليلين الذين ساعدوا في تأسيس ورشات نظرية الاستعيان وتطبيقاتها (SAMPTA) وتنظيم ورشة عمل في بلد مختلف كل عامين بدءاً من لاتفيا عام 1995 ثم البرتغال، النروج، الولايات المتحدة الأميركية، النمسا، تركيا، اليونان، فرنسا، سنغافورة، ألمانيا، الولايات المتحدة ثم إستونيا عام 2017.

## البحث العلمي
عبد الجبار جري هو أيضاً كاتب لعدد من الكتب المشهورة والكتب الدراسية، كما نشر أكثر من 40 ورقة بحثية، بالإضافة إلى عدد كبير من المحاضرات عن أبحاثه التي جذبت الانتباه الأميركي والعالمي، تضمنت مجالات اهتمام جري البحثية نظرية الاستعيان وتطبيقها الموسع، تحليل التاريخ والخطأ، ظاهرة جيبز، وسائل التحويل التكراري للمشاكل غير الخطية، ووسائل جمع الخلاصة لمعادلات الاختلاف.
في ورشته الأولى، قدم جري موضوع نظرية استعيان شانون في 4 محاضرات مدة كل منها ساعة، وفي الورشة الثانية في أفيرو، البرتغال عام 1997 تم توجيه إهداء إلى جري بمناسبة عيد ميلاده الخامس والستين، أما الآن فهو يعمل على كتابة ورقة دراسية عن موضوع: الاستعيان متعدد الأبعاد في معالجة الإشارة.